# Diocesi di Famagosta

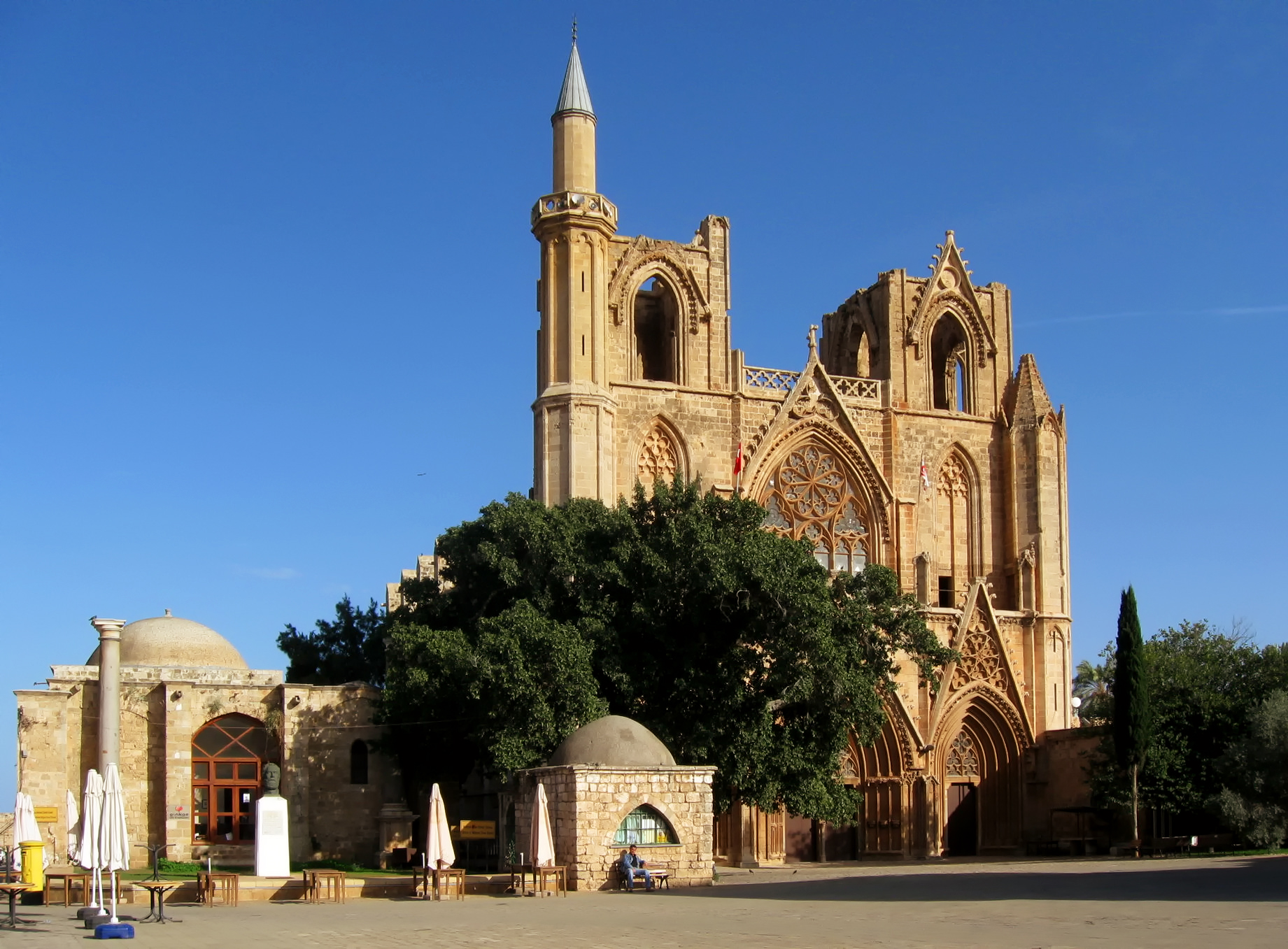
La moschea Lala Mustafa Pasha di Famagosta, antica cattedrale latina dedicata a San Nicola.

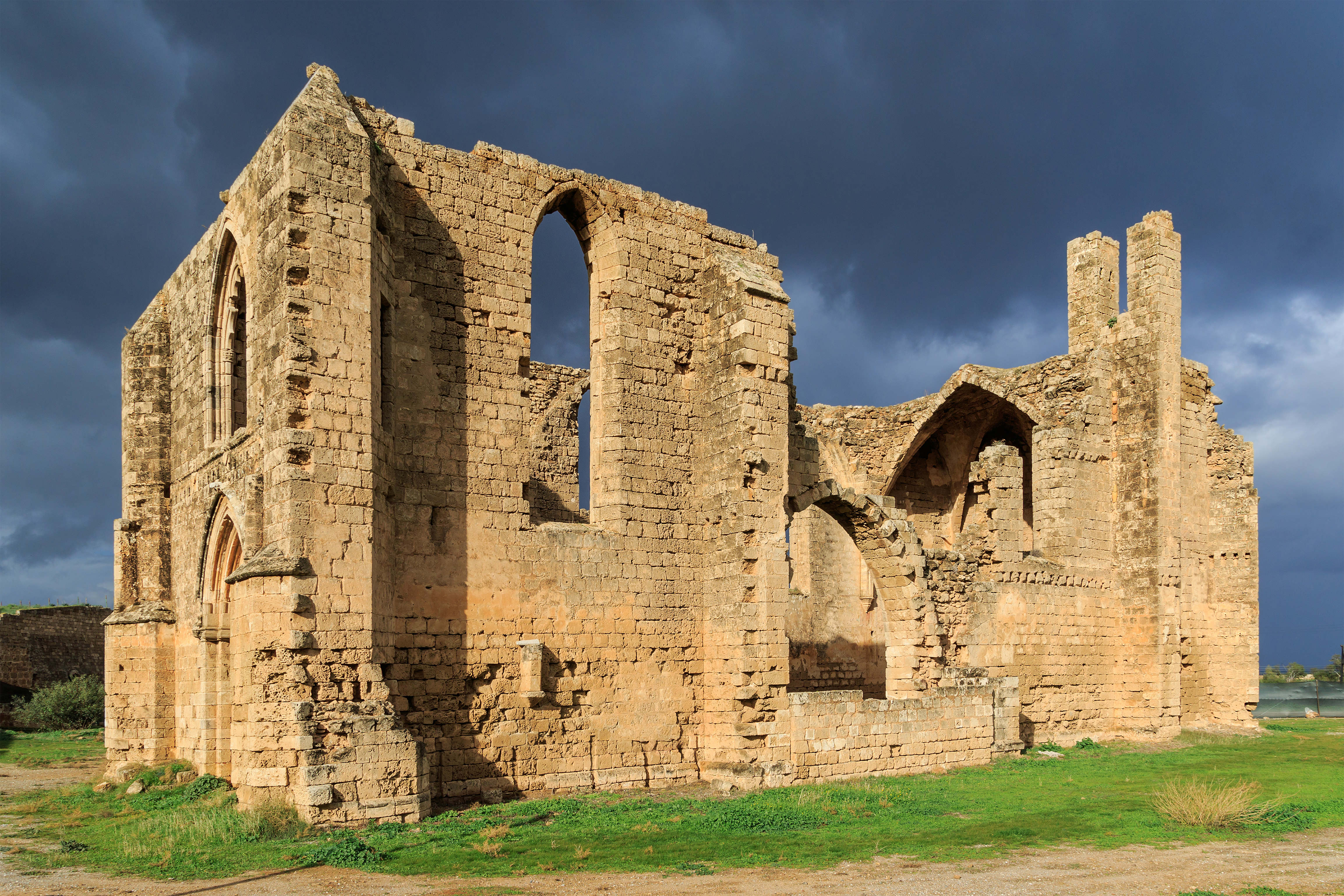
Rovine del convento carmelitano di Famagosta.

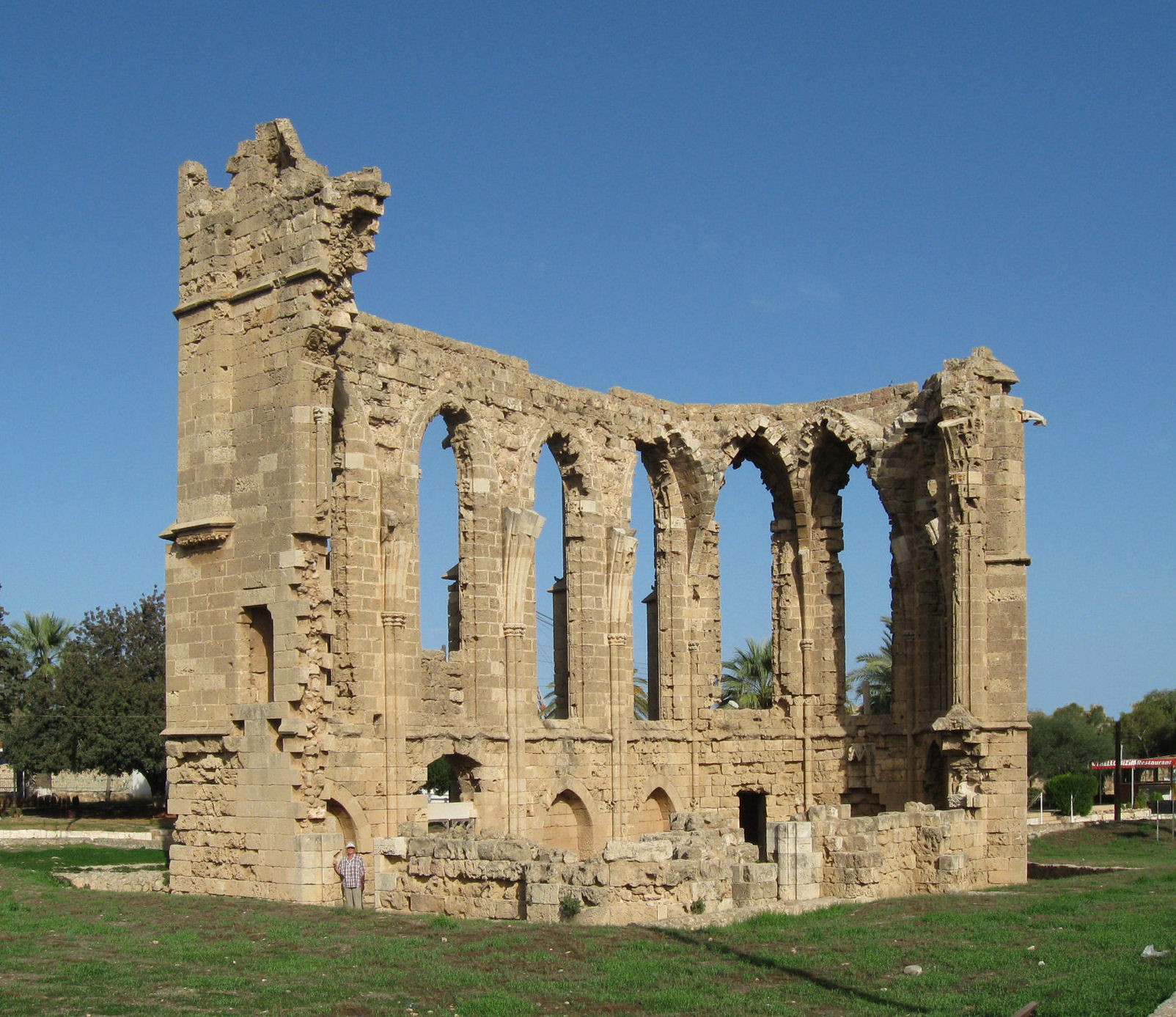
Rovine della chiesa di San Giorgio dei Latini.

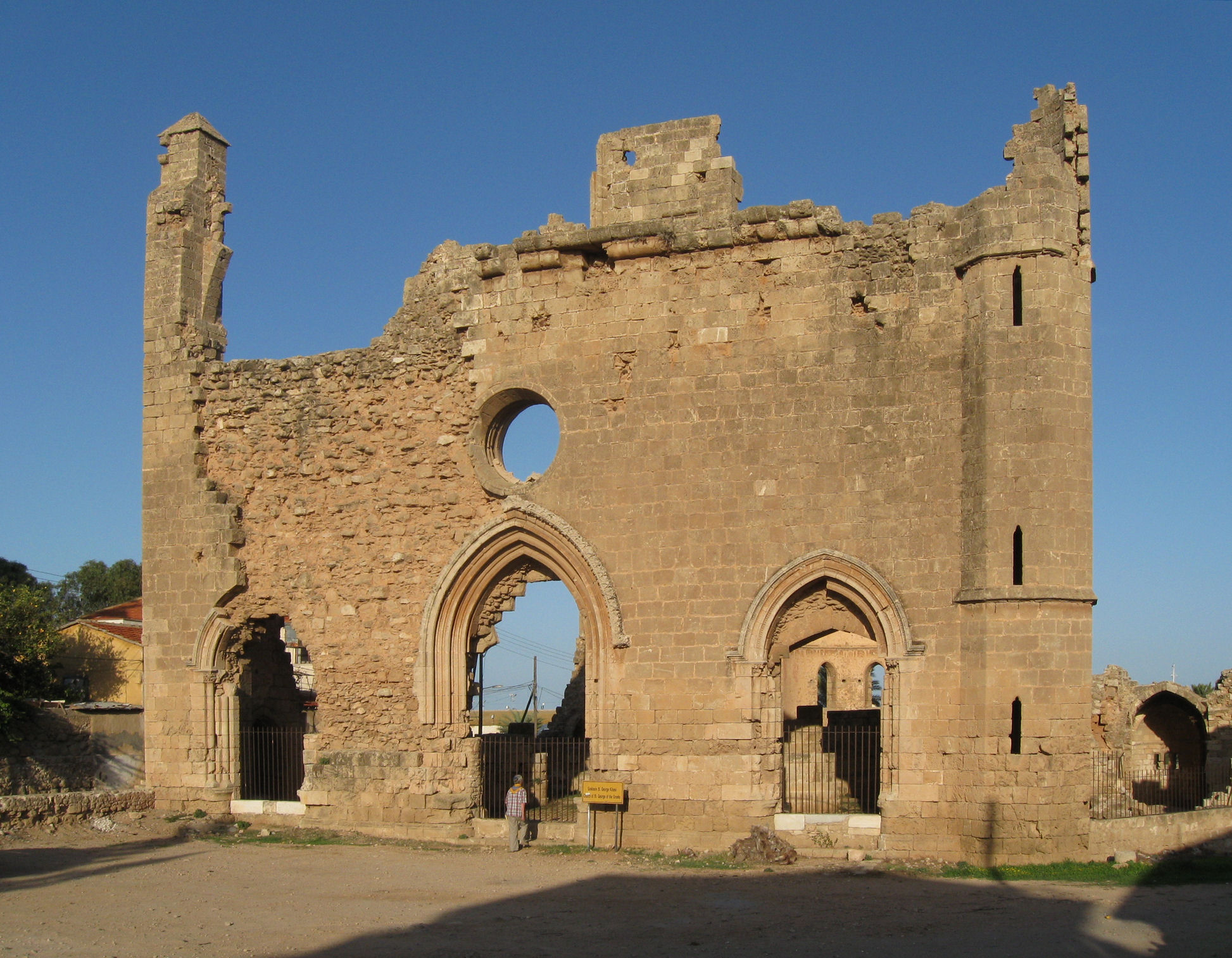
Rovine della chiesa di San Giorgio dei Greci, cattedrale greco-ortodossa.

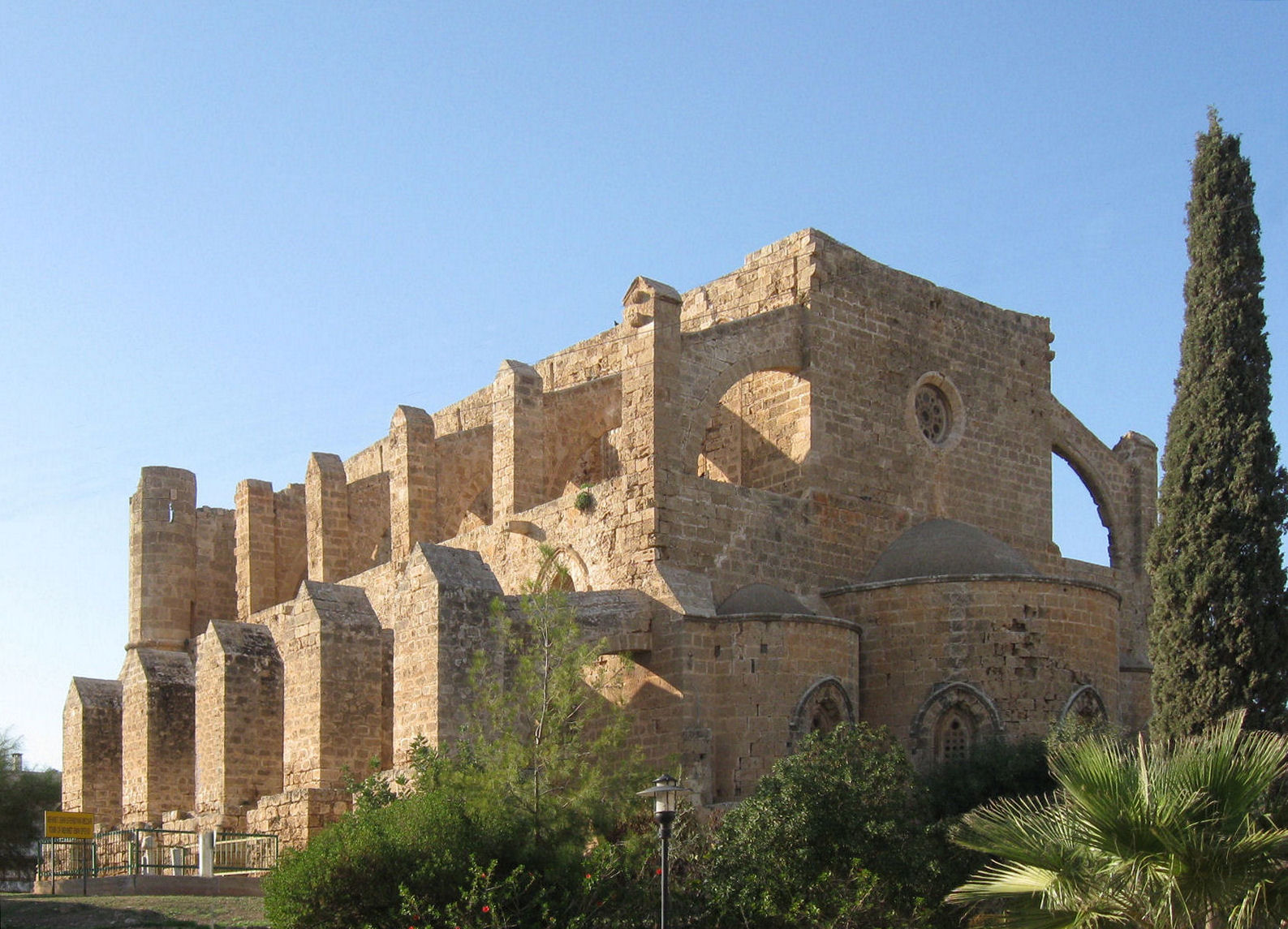
Rovine della chiesa dei Santi Pietro e Paolo.

La diocesi di Famagosta (in latino Dioecesis Famagustana) è una sede soppressa e sede titolare della Chiesa cattolica.

## Storia
Dopo la conquista dell'isola di Cipro da parte degli Arabi nel VII secolo, i metropoliti greci di Salamina-Costanza si trasferirono a Famagosta, che rimase la loro sede fino all'arrivo degli Occidentali alla fine del XII secolo.
In seguito alla conquista dell'isola da parte dei crociati nel 1191, fu istituita la gerarchia di rito latino con il beneplacito di papa Celestino III. Famagosta divenne così una sede vescovile di rito latino, suffraganea dell'arcidiocesi di Nicosia; il metropolita greco fu relegato ad un ruolo marginale e confinato in Carpasia.
Nel 1291 il vescovo ed il capitolo di Tortosa, in Siria, città conquistata dagli Arabi, si rifugiarono a Famagosta; con una bolla di papa Bonifacio VIII del 1295, la diocesi latina di Tortosa fu unita a quella di Famagosta.
Nel 1571 la città di Famagosta cadde in mano ai Turchi e la sede vescovile divenne una sede titolare. La cattedrale, dedicata a san Nicola, fu trasformata in moschea. L'ultimo vescovo residente fu Gerolamo Ragazzoni, trasferito nel 1572 alla diocesi di Cisamo a Creta.
Dal XVII secolo Famagosta è annoverata tra le sedi vescovili titolari della Chiesa cattolica; la sede è vacante dal 1º aprile 1974.

## Cronotassi

### Vescovi
- Cesario d'Alagno † (prima del 1211 - 25 settembre 1225 nominato arcivescovo di Salerno)
- A. † (menzionato nel 1231)
- Giorgio † (metà circa del XIII secolo)[1]
- Vasco, O.F.M. † (25 agosto 1265 - 17 settembre 1267 nominato vescovo di Guarda)
- Bertrando † (1º settembre 1268 - ?)
  - Giovanni † (? - circa 1278 dimesso) (vescovo eletto)
- Pagano † (6 aprile 1278 - ?)
- Guglielmo †
- Matteo † (prima del 1286 - ? deceduto)
  - Bernardo, O.S.B. † (5 settembre 1291 - ?) (amministratore apostolico)
- Mancello, O.P. † (menzionato nel 1295)
- Guido † (22 giugno 1298 - ? )
- Baldovino † (? - circa 1328 deceduto)
- Marco, O.P. † (14 ottobre 1328 - 1346 deceduto)
- Iterio de Nabinallis, O.F.M. † (26 giugno 1346 - ? deceduto)
- Leodegario † (14 agosto 1348 - ? deceduto)
- Arnaud † (17 dicembre 1365 - 13 luglio 1379 nominato vescovo di Lombez)
  - Francesco Rafardi, O.F.M. † (13 luglio 1379 - 28 maggio 1380 nominato vescovo di Segorbe e Albarracín) (vescovo eletto)
  - Giacomo † (28 maggio 1380 - ? deceduto) (vescovo eletto)
- Goffredo † (30 luglio 1384 - ?)
- Rainaldo †
- Bertrando d'Alagno † (12 ottobre 1390 - 4 gennaio 1391 nominato vescovo di Gubbio)
- Raffaele † (12 ottobre 1390 - ?)
- Luchino † (2 ottobre 1395 - ? deceduto)
- Luciano Lercaro † (3 agosto 1403 - 26 settembre 1407 deceduto)
- Pietro, O.F.M. † (4 settembre 1409 - ? deceduto)
  - Giovanni di Montenegro, O.F.M. † (26 maggio 1412 - ? deceduto) (antivescovo)
- Gioachino Torselli, O.S.M. † (14 maggio 1414 - ? deceduto)
- Nicola di Tenda, O.P. † (20 dicembre 1417 - ? deceduto)
- Giacomo Guastandenghi, O.P. † (23 gennaio 1441 - ? deceduto)
- Giovanni, O.S.B. † (23 maggio 1442 - ? deceduto)
- Agostino, O.Cist. † (11 maggio 1450 - ? deceduto)
- Domenico Michiel, O.P. † (23 luglio 1455 - ? deceduto)
- Pietro, O.Carm. † (11 maggio 1472 - ? deceduto)
- Francesco de Pernisiis de Saona, O.F.M. † (31 marzo 1473 - ? deceduto)
- Pietro Milite † (2 giugno 1477 - ?)
- Francesco Marcelli † (14 giugno 1481 - 22 ottobre 1488 nominato vescovo di Traù)
- Alvise Cippico † (22 ottobre 1488 - 11 dicembre 1503 nominato arcivescovo di Zara)
  - Marco Cornaro † (11 dicembre 1503 - 1º luglio 1504 dimesso) (amministratore apostolico)
- Mattia Ugoni † (1º luglio 1504 - circa 1530 dimesso)
- Gianfrancesco Ugoni † (10 gennaio 1530 - dopo il 1535 deceduto)
- Filippo Bon † (29 ottobre 1543 - 1551 deceduto)
- Vittore de Franceschi † (12 febbraio 1552 - ?)
- Gerolamo Ragazzoni † (? succeduto - 10 dicembre 1572 nominato amministratore apostolico di Cisamo)

### Vescovi titolari
- Alberto Valier † (13 febbraio 1591 - 23 maggio 1606 succeduto vescovo di Verona)
- Pietro Valier † (18 maggio 1611 - 18 maggio 1620 nominato arcivescovo di Candia)
- Germanico Mantica † (17 agosto 1620 - 21 febbraio 1633 nominato vescovo di Adria)
- Vittore Capello, C.R.S.  † (20 giugno 1633 - ? deceduto)
- Gerolamo Gradenigo † (6 luglio 1654 - 18 aprile 1655 succeduto patriarca di Aquileia)
- Giacomo Vianol † (26 giugno 1656 - 18 dicembre 1673 nominato vescovo di Torcello)
- Vincenzo Bonifacio † (19 febbraio 1674 - 14 luglio 1706 dimesso)
- Sergio Pola † (19 luglio 1706 - 8 febbraio 1748 dimesso)
- Giovanni Francesco Mora, C.O. † (19 febbraio 1748 - 2 ottobre 1758 nominato vescovo di Adria)
- Alvise Maria Gabrieli † (2 ottobre 1758 - 7 aprile 1761 nominato vescovo di Concordia)
- Alessandro Papafava † (6 aprile 1761 - 18 febbraio 1770 deceduto)
- Francesco Condulmer † (28 maggio 1770 - 22 giugno 1785 deceduto)
- Giovanni Battista Santonini † (27 giugno 1785 - 12 gennaio 1795 deceduto)
- Giovanni Martino Bernardoni Baccolo † (1º giugno 1795 - 12 ottobre 1823 deceduto)
- Guglielmo Zerbi, C.R.L. † (27 giugno 1825 - 18 agosto 1841 deceduto)
- Federico Manfredini † (24 gennaio 1842 - 19 marzo 1857 nominato vescovo di Padova)
- Carlo Caccia Dominioni † (3 agosto 1857 - 6 ottobre 1866 deceduto)
- Biagio Pisani † (29 novembre 1895 - 23 aprile 1897 nominato vescovo titolare di Cesarea di Mauritania)
- Angelo Maria Meraviglia Mantegazza † (24 aprile 1897 - 26 settembre 1902 deceduto)
- Federico Domenico Sala † (23 gennaio 1903 - 5 dicembre 1903 deceduto)
- Giovanni Mauri † (14 novembre 1904 - 13 novembre 1936 deceduto)
- Paolo Castiglioni † (12 gennaio 1937 - 19 marzo 1943 deceduto)
- Ettore Castelli † (8 maggio 1943 - 3 maggio 1945 deceduto)
- Domenico Bernareggi † (16 giugno 1945 - 22 ottobre 1962 deceduto)
- Giuseppe Schiavini † (28 giugno 1963 - 1º aprile 1974 deceduto)